# Younger Brother
Younger Brother si formarono nel 2003 dall'incontro tra "Hallucinogen" (Simon Posford) e Benji Vaughan. Il loro particolare genere di musica è difficile da classificare accuratamente poiché si rifà a varie differenti forme di musica elettronica senza ascriversi ad un genere specifico. L'album di debutto, A Flock of Bleeps, uscito per l'etichetta discografica inglese Twisted Records è diventato un cult status della scena elettronica underground; ed il duo attira a sé folle di estimatori da tutto il mondo. Il loro secondo album, intitolato "The Last Days of Gravity" è stato pubblicato il 15 ottobre del 2007. Il lavoro artistico per la copertina dell'album è stato fatto dal leggendario Storm Thorgerson (il cui lavoro è diventato famoso grazie agli album dei Pink Floyd, Alan Parsons, Led Zeppelin e di molti altri).

## Discografia
- A Flock of Bleeps (Twisted Records 2003) - Questa è la prima pubblicazione dei Younger Brother come progetto gemello di due artisti di psy-trance.
- Last Days of Gravity (Twisted Records, October 15 2007)
- Vaccine (Twisted Records, 2011)

### EP
- The Finger (Twisted Records, 2002)
- Hallucinogen (Twisted Records, 2003)
- Night Lead Me Astray (Twisted Records, 2010)

### Raccolte
- All I Want (Remixes) (Twisted Records, 2008)